# Chalette-sur-Voire
Pour les articles homonymes, voir Chalette.
Chalette-sur-Voire est une commune française située dans le département de l'Aube, en région Grand Est.
Ses habitants sont appelés les Chalettoises et les Chalettois.

## Toponymie
Au IXe siècle, la commune porte le nom de Cataracta.
Du mot latin cataracta (chute d’eau).
Au Moyen Âge, en 1100, le nom évolue en Catalacta.
En 1839, la variante Challette est signalée.
La terminaison « -sur-Voire » est ajoutée par décret du 4 février 1919 pour éviter les confusions avec Châlette-sur-Loing dans le département du Loiret.

## Géographie

### Généralités
Chalette-sur-Voire est la dernière commune sur la Voire, affluent de la rive droite de l'Aube qu'elle rejoint dans la commune.
Elle est couverte par le Plan de prévention des risques naturels prévisibles d’inondations du bassin de l’Aube (PPRI Aube) prescrit le 16 septembre 2005.

### Communes limitrophes
| Aulnay          | Braux              | Braux        |
| Magnicourt      | Chalette-sur-Voire | Bétignicourt |
| Molins-sur-Aube | Lesmont            | Lesmont      |

### Hydrographie
La commune est dans la région hydrographique « la Seine de sa source au confluent de l'Oise (exclu) » au sein du bassin Seine-Normandie. Elle est drainée par l'Aube, la Voire, la Voire, la Voire et divers autres petits cours d'eau,.
L'Aube, d'une longueur de 249 km, prend sa source dans la commune d'Auberive et se jette  dans la Seine à Marcilly-sur-Seine, après avoir traversé 82 communes.
La Voire, d'une longueur de 56 km, prend sa source dans la commune de Dommartin-le-Franc et se jette  dans l'Aube à Molins-sur-Aube, après avoir traversé 21 communes.

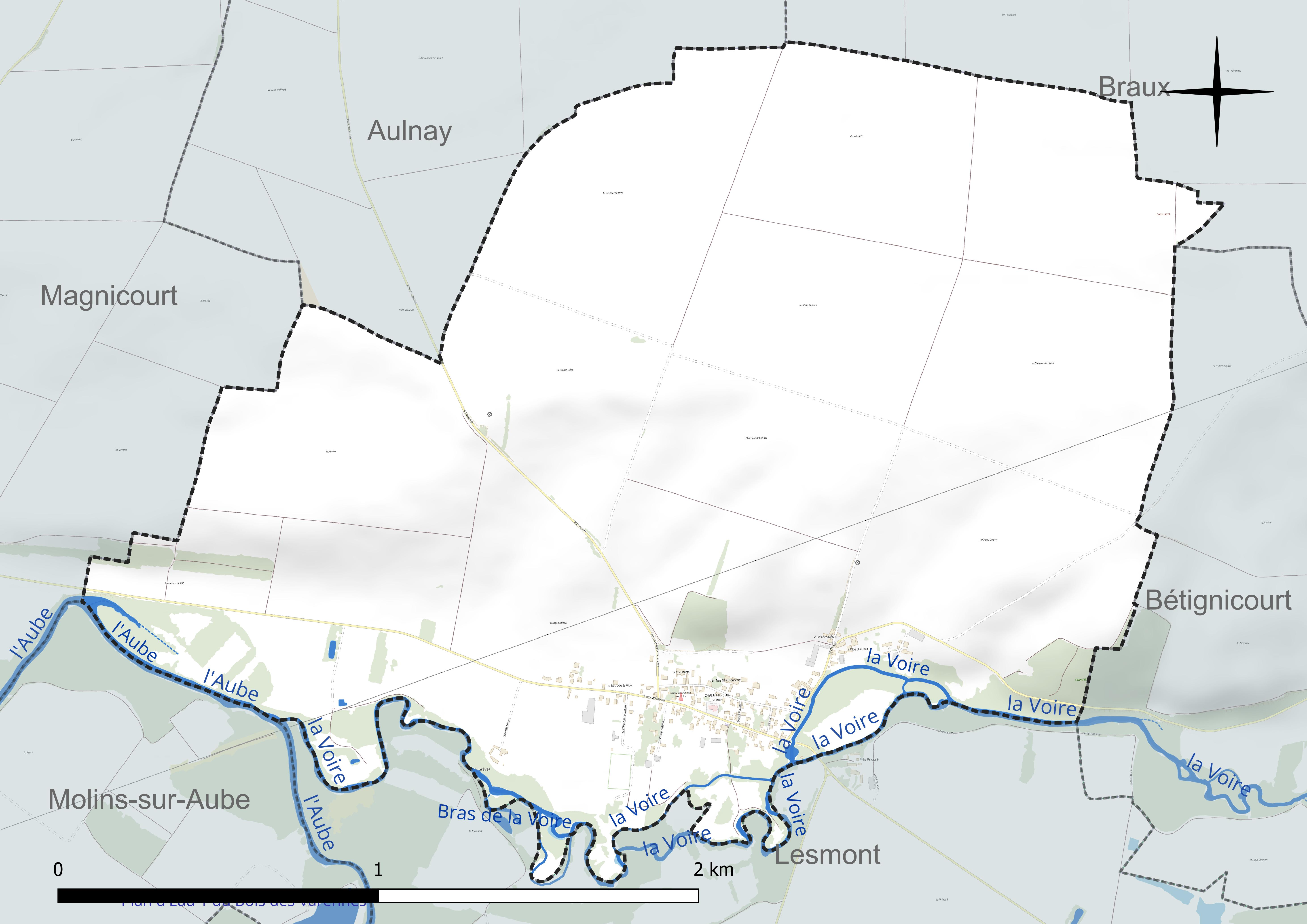
Réseau hydrographique de Chalette-sur-Voire.

### Climat
Pour des articles plus généraux, voir Climat du Grand Est et Climat de l'Aube.
En 2010, le climat de la commune est de type climat océanique dégradé des plaines du Centre et du Nord, selon une étude du Centre national de la recherche scientifique s'appuyant sur une série de données couvrant la période 1971-2000. En 2020, Météo-France publie une typologie des climats de la France métropolitaine dans laquelle la commune est exposée à un climat océanique altéré et est dans une zone de transition entre les régions climatiques « Nord-est du bassin Parisien » et « Lorraine, plateau de Langres, Morvan ».
Pour la période 1971-2000, la température annuelle moyenne est de 10,5 °C, avec une amplitude thermique annuelle de 16,1 °C. Le cumul annuel moyen de précipitations est de 740 mm, avec 12,1 jours de précipitations en janvier et 8,3 jours en juillet. Pour la période 1991-2020, la température moyenne annuelle observée sur la station météorologique de Météo-France la plus proche, « Mathaux-Étape », sur la commune de Mathaux à 9 km à vol d'oiseau, est de 11,5 °C et le cumul annuel moyen de précipitations est de 733,9 mm. 
La température maximale relevée sur cette station est de 41,5 °C, atteinte le 25 juillet 2019 ; la température minimale est de −18 °C, atteinte le 2 janvier 1997,,.
Les paramètres climatiques de la commune ont été estimés pour le milieu du siècle (2041-2070) selon différents scénarios d'émission de gaz à effet de serre à partir des nouvelles projections climatiques de référence DRIAS-2020. Ils sont consultables sur un site dédié publié par Météo-France en novembre 2022.

## Urbanisme

### Typologie
Au 1er janvier 2024, Chalette-sur-Voire est catégorisée commune rurale à habitat dispersé, selon la nouvelle grille communale de densité à 7 niveaux définie par l'Insee en 2022.
Elle est située hors unité urbaine. Par ailleurs la commune fait partie de l'aire d'attraction de Troyes, dont elle est une commune de la couronne,. Cette aire, qui regroupe 209 communes, est catégorisée dans les aires de 200 000 à moins de 700 000 habitants,.

### Occupation des sols
L'occupation des sols de la commune, telle qu'elle ressort de la base de données européenne d’occupation biophysique des sols Corine Land Cover (CLC), est marquée par l'importance des territoires agricoles (89,1 % en 2018), en augmentation par rapport à 1990 (85,7 %). La répartition détaillée en 2018 est la suivante : 
terres arables (82,4 %), zones urbanisées (8 %), zones agricoles hétérogènes (6,6 %), forêts (2,9 %). L'évolution de l’occupation des sols de la commune et de ses infrastructures peut être observée sur les différentes représentations cartographiques du territoire : la carte de Cassini (XVIIIe siècle), la carte d'état-major (1820-1866) et les cartes ou photos aériennes de l'IGN pour la période actuelle (1950 à aujourd'hui).

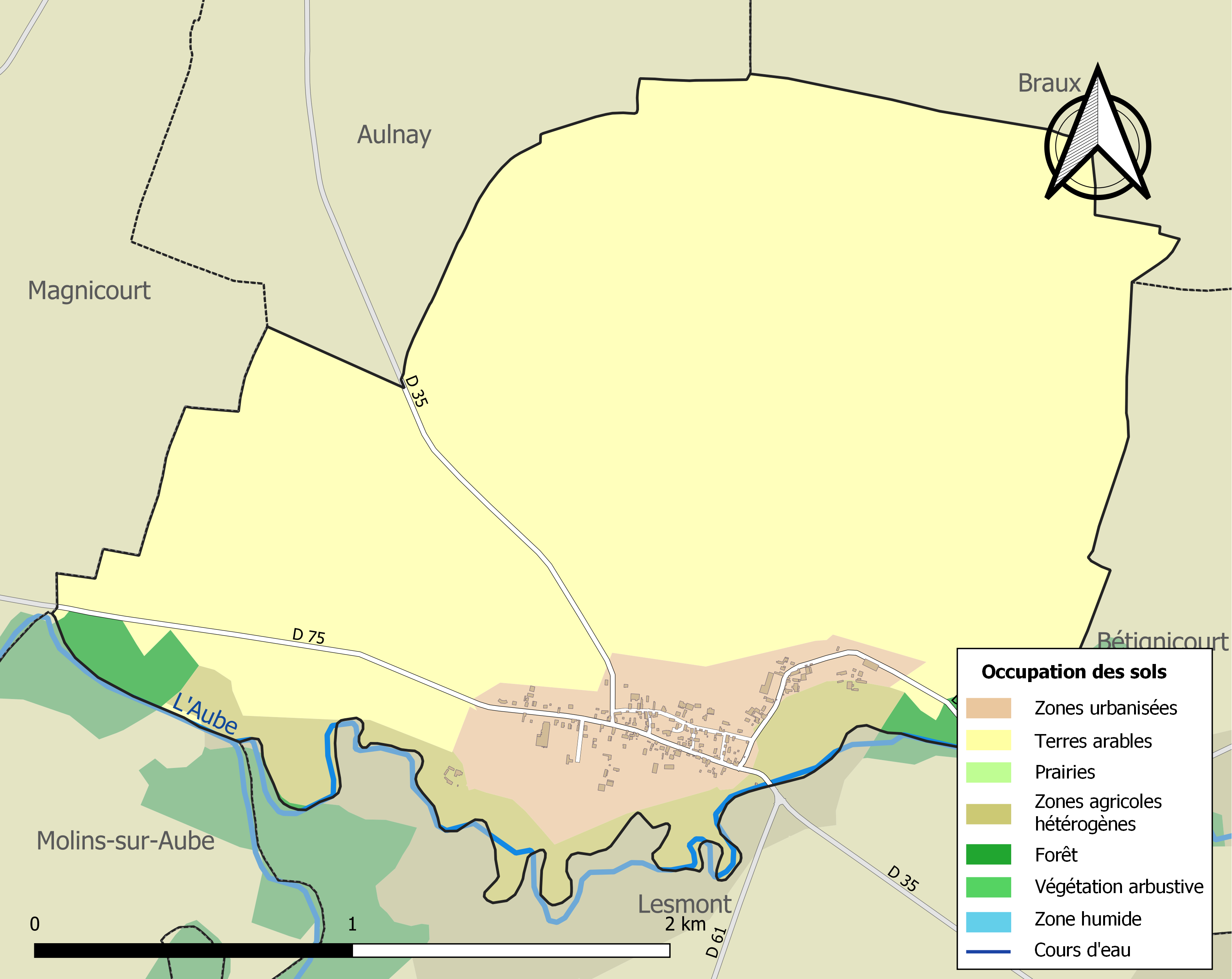
Carte des infrastructures et de l'occupation des sols de la commune en 2018 (CLC).

## Politique et administration
| Période                                  | Période   | Identité                 | Étiquette | Qualité |
| ---------------------------------------- | --------- | ------------------------ | --------- | ------- |
| 1792                                     |           | Jacques Denis Adam       |           |         |
| 1801                                     | 1804      | Etienne-Nicolas François |           |         |
| 1804                                     | 1824      | Antoine Adam             |           |         |
| 1824                                     | 1833      | Antoine Desplanches      |           |         |
| 1833                                     |           | François Hanriot         |           |         |
| 1875                                     |           | Edmé-François Fessard    |           |         |
| 1921                                     |           | Fraincenet               |           |         |
| mars 1971                                | juin 1995 | André Kesslick           | DVD       |         |
| mars 2001                                | mars 2008 | Robert Lécureaux         |           |         |
| mars 2008                                | En cours  | Jean-Philippe Residori   | DVD       | Cadre   |
| Les données manquantes sont à compléter. |           |                          |           |         |

## Démographie
L'évolution du nombre d'habitants est connue à travers les recensements de la population effectués dans la commune depuis 1793. Pour les communes de moins de 10 000 habitants, une enquête de recensement portant sur toute la population est réalisée tous les cinq ans, les populations de référence des années intermédiaires étant quant à elles estimées par interpolation ou extrapolation. Pour la commune, le premier recensement exhaustif entrant dans le cadre du nouveau dispositif a été réalisé en 2008.

En 2022, la commune comptait 128 habitants, en évolution de −5,88 % par rapport à 2016 (Aube : +0,7 %, France hors Mayotte : +2,11 %).
| 1793 | 1800 | 1806 | 1821 | 1831 | 1836 | 1841 | 1846 | 1851 |
| ---- | ---- | ---- | ---- | ---- | ---- | ---- | ---- | ---- |
| 230  | 214  | 231  | 301  | 350  | 331  | 311  | 305  | 309  |

| 1856 | 1861 | 1866 | 1872 | 1876 | 1881 | 1886 | 1891 | 1896 |
| ---- | ---- | ---- | ---- | ---- | ---- | ---- | ---- | ---- |
| 313  | 326  | 296  | 265  | 264  | 258  | 241  | 244  | 213  |

| 1901 | 1906 | 1911 | 1921 | 1926 | 1931 | 1936 | 1946 | 1954 |
| ---- | ---- | ---- | ---- | ---- | ---- | ---- | ---- | ---- |
| 216  | 200  | 208  | 178  | 165  | 165  | 177  | 171  | 143  |

| 1962 | 1968 | 1975 | 1982 | 1990 | 1999 | 2006 | 2008 | 2013 |
| ---- | ---- | ---- | ---- | ---- | ---- | ---- | ---- | ---- |
| 138  | 151  | 135  | 123  | 129  | 134  | 139  | 141  | 137  |

| 2018 | 2022 | - | - | - | - | - | - | - |
| ---- | ---- | - | - | - | - | - | - | - |
| 129  | 128  | - | - | - | - | - | - | - |

## Économie

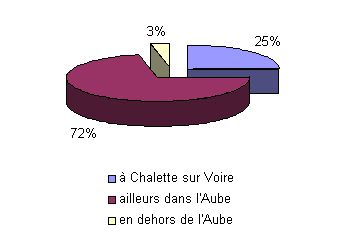
Les lieux de travail des Chalettois en 2006.

Au XIXe siècle, les registres d'état civil mentionnent que des Chalettois sont tisserands. Dans la même période, le village est connu par sa spécialité de construction des bateaux destinés à la navigation sur l'Aube.
Au XXe siècle, l'activité principale est la polyculture et l'élevage.
Petit à petit, les fermes se concentrent, le nombre d'exploitations diminue, l'élevage est abandonné, la culture des céréales domine. Les Chalettois doivent aller chercher du travail jusqu'à Troyes.
Les quelques commerces qui animent la commune jusqu'aux années 1960 (deux bars, une épicerie) ferment.
La société André Kesslick, créée en 1963, ouvre en 1973 un atelier moderne de boucherie à Chalette-sur-Voire. En 2008, la société subit les conséquences de la crise économique et est mise en redressement judiciaire. En novembre 2009, un plan de redémarrage après réorganisation permet de sauvegarder temporairement les emplois. L'entreprise est à nouveau mise en liquidation judiciaire en septembre 2010. Le repreneur ne conserve que 6 salariés sur 35 et le magasin.

## Lieux et monuments

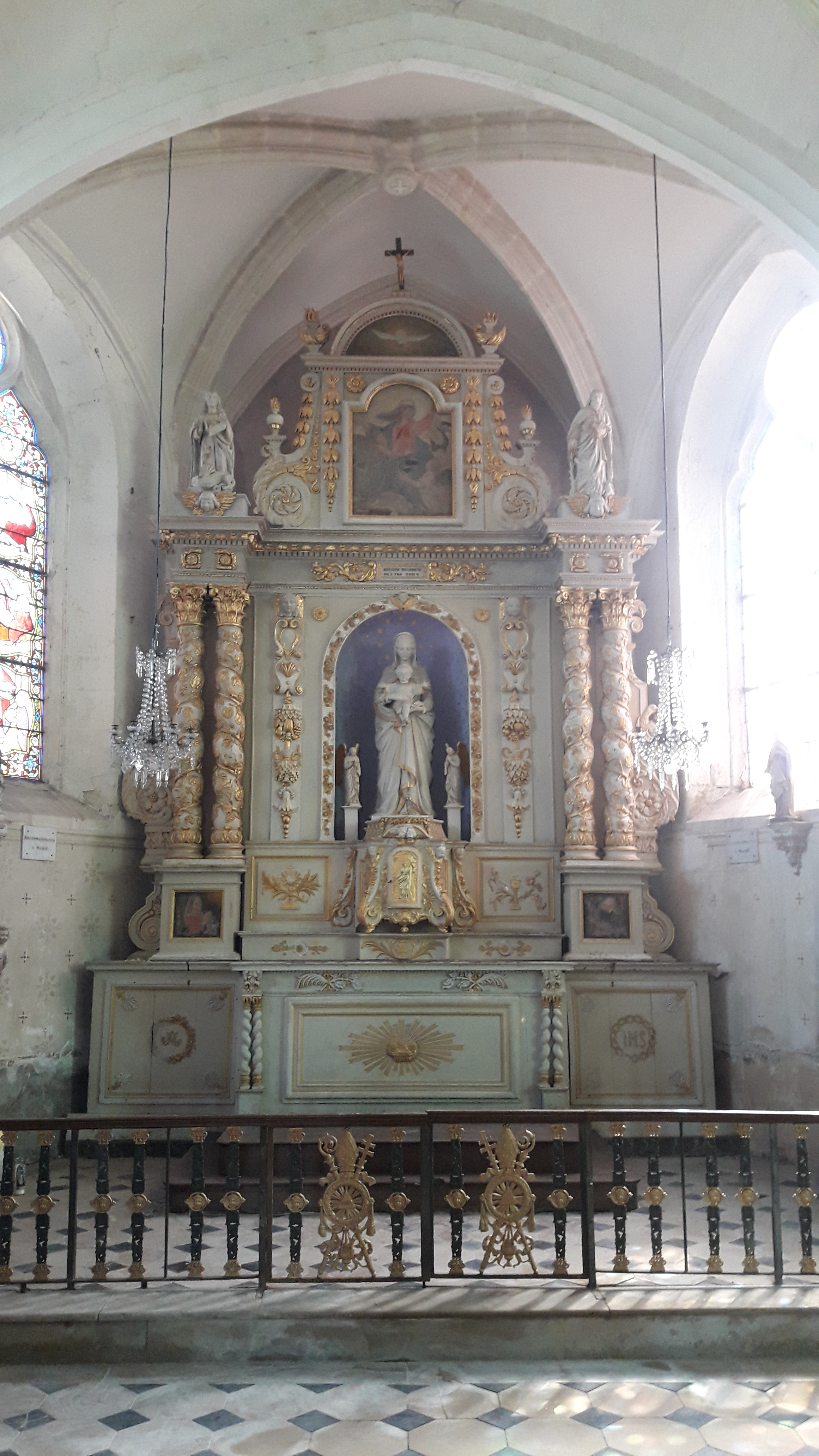
Intérieur de l'église de l'Assomption.

- L'église de l'Assomption : elle remonte au XIIe siècle et au XVIe siècle. Elle abrite un retable du XVIIe siècle, orné de quelques coquilles stylisées.
- Bâtiment et objets inscrits à l'Inventaire général du patrimoine culturel[29] :
  - Moulin à farine construit avant 1845 sur la Voire, à l'entrée Est de la commune, en ruine depuis l'arrêt de l'activité en 1975. Le site du moulin sur la Voire est agréable.Moulin détruit à ce jour faute de danger d'effondrement.
  - Objets liturgiques du XVIIIe siècle, XIXe siècle, et début du XXe siècle, conservés à la mairie
  - Mobilier de l'église :
    - Dalles funéraires, XVIIIe siècle,
    - Cloche, XVIIe siècle,
    - Bâton de procession de confrérie, XIXe siècle,
    - Maître-autel, retable et tabernacle, XVIIe siècle,
    - Tableaux d'autel représentant la Vierge, un ange, l'Assomption, XVIIe siècle,
    - Tableau d'autel représentant saint Nicolas, XVIIIe siècle,
    - Stalles, XVIIIe siècle, XVIIe siècle
    - Fonts baptismaux,
    - Carreaux de pavement, XVIe siècle
    - Cloison de la sacristie, XVIIIe siècle,
    - Bénitier, XVIe siècle,
    - Verrières, XVIe siècle,
    - Statues et statuettes du XVIe siècle (Christ bénissant, sainte, saint Jean-Baptiste, Vierge à l'Enfant)
    - Statuettes (Anges adorateurs), XVIIIe siècle.

## Personnalités liées à la commune
- Le chevalier Philippe de Chalette-sur-Voire (qui vivait en l'an 1200), participe à la 4e croisade[30].
- Jean Chalette, né à Troyes en 1581, mort à Toulouse en 1643. Sa famille empruntait son nom de Chalette sur Voire[26].
- Georges Pétillon, né en 1738 à Chalette-sur-Voire, décédé le 27 décembre 1780 à Newport (USA). Il a pris part à la Guerre d'indépendance des États-Unis dans le Régiment de Saintonge[31].
- Claude Poncet, originaire de Chalette-sur-Voire, fut le valet de chambre de Napoléon Bonaparte quand celui-ci était élève à l'école militaire de Brienne-le-Château[32].
- Les médaillés de Sainte-Hélène[33] de Chalette-sur-Voire :
  - Pierre Louis Aubry, né le 18 octobre 1786, résidant à Chalette-sur-Voire, caporal au 69e régiment de ligne de 1806 à 1814, fait prisonnier le 14 août 1811 à Madrid, captif en Angleterre jusqu'en 1814 ;
  - Jacques Bergeon, né le 26 janvier 1794, résidant à Chalette-sur-Voire, soldat au 2e escadron du train d'artillerie de 1813 à 1814 ;
  - Denis Nicolas Berthelot, né à Chalette-sur-Voire le 20 août 1790, décédé à Chalette-sur-Voire le 13 octobre 1872, garde national en 1815 ;
  - Nicolas Collinet, né le 5 novembre 1785, résidant à Chalette-sur-Voire, soldat au bataillon de la Garde Nationale à Saint-Omer de 1810 à 1811 ;
  - Pierre Auguste Colson, né le 4 septembre 1793, résidant à Chalette-sur-Voire, fusilier chasseur à la Garde Impériale de 1813 à 1814 ;
  - Martin Pierre Delaunay, né le 24 février 1775, résidant à Chalette-sur-Voire, soldat à la 86e demi-brigade de 1793 à 1797 ;
  - Pierre Edme Martin, né le 1er août 1794, résidant à Chalette-sur-Voire, soldat au 2e bataillon, 5e compagnie à Dunkerque en 1815 ;
  - Nicolas Michault, né le 24 août 1779, résidant à Chalette-sur-Voire, soldat au 1er régiment de chasseurs à cheval du 3 fructidor an VIII au 5 pluviose an XI ;
- Nicolas-Hippolyte Laurent (1807-1851), chef de bataillon, ancien commandant de la Garde Nationale d'Aulnay de 1832 à 1851, est inhumé à Chalette-sur-Voire.
- Les Chalettois morts pour la France et dont le nom figure sur le monument aux morts[34] :
  - soldats morts pendant la Première Guerre mondiale :
    - Robert Aubry ;
    - René Maurice Charrier, né le 7 décembre 1892, tué à Morhange le 20 août 1914 ;
    - Edmond Louis Leherle, né à Chalette-sur-Voire le 28 juin 1890, tué au combat le 1er mai 1918 à Biermont (Oise);

  - résistants morts pendant la Seconde Guerre mondiale :
    - René Bailly (né le 21 février 1922 à Maizières-lès-Brienne, FFI arrêté le 2 juillet 1944 à Brienne-le-Château, fusillé le 22 août 1944 sur le champ de tir de Creney)[35] ;
    - Julien Creux (né le 10 juin 1918 à Brillecourt, agent action du réseau Abélard-Buckmaster (S.O.E.) Commando M, tué le 28 juin 1944)[36] ;
    - Pierre Gérard (né le 29 avril 1926 à Chalette-sur-Voire, membre du réseau Abélard-Buckmaster (S.O.E.) Commando M, arrêté le 2 juillet 1944 à Brienne-le-Château, fusillé le 22 août 1944 sur le champ de tir de Creney)[37].

## Héraldique
| Blason de Chalette-sur-Voire | Blason  | Coupé ondé mi-parti en chef : au 1 de sinople à deux cruches affrontées d'or, au 2 d'argent à une rose des jardins de gueules tigée et feuillée de sinople, au 3 d'azur à la bande d'argent côtoyée de deux jumelles d'or, potencées et contre-potencées intérieurement, le tout côtoyé de deux épis de blé du même. |
| Blason de Chalette-sur-Voire | Détails | Site de l'Annuaire des Collectivités, 2025. Auteur(s)J.-F. Binon |